# ニデック (電機メーカー)
ニデック株式会社（英: NIDEC CORPORATION）は、京都府京都市南区に本社を置く日本の電機メーカー。東証プライム市場上場。旧社名は日本電産株式会社。

## 概要
創業者は永守重信。精密小型モーターの開発・製造において世界一のシェアを維持・継続しており、2023年（令和5年）のモーター業界の世界シェアで13.9%を占める。
「Nidec」は、Ni=日本、De=電産、c=株式会社、の略。2023年（令和5年）4月1日より社名を英称と同じニデック株式会社に変更し、グループ会社の商号もグループブランド名である「ニデック」の名を冠したものへ統一した。
日経平均株価およびTOPIX Large70の構成銘柄の一つ。

## 特徴

### 学歴を重視しない雇用制度
永守は、学歴など固定観念に囚われると人を動かせずに多くの人材をダメにしてしまうと語っており、日本の偏差値に偏重した教育を批判しており、若者を駄目にしているという。大学教育を根底から変えると宣言をしているとされている。ニデックではキャリア・年齢・学歴は採用基準に関係がないと語っており、ニデックでは採用は学歴が基準ではなく成績も参考程度で重視していなく、能力・実力一辺倒の人事考課制度を採用している。またエリート学生を不採用にしても落ちこぼれや留年学生を採用しているとされている。
学問以外に情熱を注ぎ込んだ学生は、漫然と通学してそこそこの成績で卒業した学生よりも余程魅力があり、磨けば光り輝く可能性があるという。エリートばかりの組織は既成事実ができると時代が変化しても変革しようとする意欲が乏しく、エリート集団は失敗を経験したことがない連中が集まっているため何か起こった時に自分が矢面に立とうとせず、保身に回る傾向が強いというが、落ちこぼれは何度も失敗を経験しているため打たれ強く開き直ることができるという。超エリートは役に立たないと言う経営者の話をよく耳にし、同感しているという。学校で1番を通してきた人間はこれまでが成功の連続だったために少しの失敗も耐えられないことが多く、競争には強いが精神的には脆いといい、ライバルには勝てるが自分自身には克てないという結果になりやすいという。エリートは「皆から好かれよう」「嫌われたくない」という意識が強く、他人の目・評価を気にし過ぎて大胆になれないといい、多くの反対者を押し切り、これまでのやり方を変えていこうという気持ちになりにくいという。
リーマン・ショック時、雇用を維持する代わりに社員にも1 - 5%の賃金カットを求めた。ただし業績が回復した翌年以降にカット分に1%の金利を付けて追加支給を行なっている。

### 戦略的M&A
単なる事業規模の拡大だけでなく、事業ポートフォリオの多角化や技術力の強化などを目的としたM＆Aを行っている。
実施してきた主なM&A
- 1984年（昭和59年）2月 - アメリカのトリン社の軸受ファン部門
- 1989年（昭和64年・平成元年）1月 - デーシーパック
- 1991年（平成3年）5月 - パワーゼネラル社
- 1992年（平成4年）1月 - シーゲート社の精密複合部品部門
- 1996年（平成8年）2月 - 大三工業
- 1997年（平成9年）5月 - 京利工業
- 1999年（平成11年）5月 - 共和ハイテック
- 1999年（平成11年）10月 - ネミコン
- 2000年（平成12年）
  - 3月 - 安川電機の子会社、ワイ・イー・ドライブ（後の日本電産パワーモータ、現・ニデックテクノモータ）
  - 10月 - シーゲート社のランシット工場モータ部門
- 2006年（平成18年）
  - 10月 - ヴァレオ（フランス）の車載モータ事業（現・ニデックモーターズアンドアクチュエーターズ）
  - 11月 - ブリリアント・マニュファクチャリング（シンガポール）（現・ニデックコンポーネントテクノロジー）およびフジソク
- 2010年（平成22年）
  - 1月 - イタリア・Appliances Components Companies S.p.A.の家電モータ事業（現日本電産ソーレモータ）
  - 2月 - タイのSC WADO Co., Ltd.d.（現・ニデックダイキャスティング（タイランド））
  - 9月 - アメリカのエマソン・エレクトリックモーター事業（現・ニデックモータ）
- 2011年（平成23年）5月 - イタリアのAnsaldo Sistemi Industriali S.p.A.（後の日本電産ASI、現・ニデックASI）
- 2012年（平成24年）12月 - 江蘇凱宇汽車電器有限公司（中国）（現・ニデック凱宇汽車電器（江蘇）有限公司）
- 2014年（平成26年）
  - 1月 - 三菱マテリアルシーエムアイ（後の日本電産サンキョーシーエムアイ、現・ニデックマテリアル）
  - 3月 - ホンダエレシス（現・ニデックエレシス）
- 2015年（平成27年）
  - 2月 - ドイツのGeräte- und Pumpenbau GmbH Dr. Eugen Schmidt（現・ニデックGPM）
  - 5月 - Motortecnica s.r.l.（イタリア）
  - 7月 - China Tex Mechanical & ElectricalEngineering Ltd.のSRモータ・ドライブ事業（現・ニデック（北京）伝動技術有限公司）
  - 8月 - Arisa, S.A.（スペイン）およびKB Electronics, Inc.（アメリカ）
  - 9月 - E.M.G. Elettromeccanica S.r.l.（イタリア）、PT. NAGATA OPTO INDONESIA（インドネシア）
- 2016年（平成28年）
  - 5月 - E.C.E. S.r.l.（イタリア）およびANA IMEP S.A.（ルーマニア）
  - 12月 - カントン・エレベーター（アメリカ）
- 2017年（平成29年）
  - 1月 - 米国エマソン・エレクトリック社 (Emerson Electric Co.) のモータ・ドライブ事業および発電機事業
  - 3月 - ヴァムコ・インターナショナル社（アメリカ）
  - 7月 - LGB エレットロポンペ社（イタリア）
  - 10月 - SVプローブ社（シンガポール）
- 2019年（平成31年・令和元年）
  - 2月 - ドイツ・プレス機用周辺機器メーカーのズィステーメ・シュトイエルンゲン社
  - 7月 - 米国ワールプール社からコンプレッサ事業Embraco（現・ニデックグローバル・アプライアンス・コンプレッサー・ブラジル、ほか数社）[16]
  - 10月 - オムロンオートモーティブエレクトロニクス（現・ニデックモビリティ）
- 2021年（令和3年）8月 - 三菱重工工作機械（旧三菱重工業栗東工場）（現・ニデックマシンツール）
- 2022年（令和4年）2月 - OKK（現・ニデックオーケーケー）
- 2023年（令和5年）11月20日 - 株式公開買付け（TOB）によりTAKISAWAを子会社化[17][18][19][20][21][22]。

## 拠点
本社は京都市南区久世殿城町338番地の、国道171号線沿いにある。本社ビルは2003年（平成15年）3月に竣工した地上22階・地下2階、高さ 100.6 mの高層ビルである。現在の本社所在地は旧シンポ工業（現・ニデックドライブテクノロジー）の本社所在地であった。なお、ニデック本社ビルを建てる際、京セラを超えることを前提に京セラ本社ビル（94.82 m）より高いビルを建てたという。
本社所在地は桓武天皇が784年（延暦3年）に造営した長岡京の遺跡の一角にあたっている。本社建設に先だって行われた発掘調査では、巨大な掘立柱建築物跡を始めとするさまざまな遺構が発見された。そして、出土した墨書土器の文字によって、桓武天皇が長岡京から平安京に移る1年余りの間滞在した長岡京東院であることが判明した。これは平安京に先立つ天皇の御所の遺跡として注目され、学界からは遺跡保存の要望も出された。ニデックによると、本社ビルの建設は遺跡に配慮して、建物基礎の深さや建物位置の変更、造作物の一部断念など当初の設計を大幅に変更して施工され、遺跡はほとんど破壊されることなく地下に保存されている。
本社ビル1階ロビーの一角には発掘された出土品が展示されているほか、創業時のプレハブ小屋が移設・展示されている。
日本国内の主な拠点
研究開発拠点
- 中央開発技術研究所
京都府向日市森本町東ノ口1-1（ニデックパークC棟）
- ニデック新川崎テクノロジーセンター（中央モーター基礎技術研究所）・半導体ソリューションセンター
神奈川県川崎市幸区新川崎2-8
- 滋賀技術開発センター
滋賀県愛知郡愛荘町中宿248
- ニデックけいはんなテクノロジーセンター・システム生産開発センター
京都府相楽郡精華町光台3-9-1

営業拠点
- 東京オフィス
東京都品川区大崎1-20-13（ニデック東京ビル南館）

## 関係会社
2024年（令和6年）3月現在の連結子会社は345社、持分法適用関連会社は4社である。

### 日本国内
- ニデックアドバンステクノロジー株式会社[27]
- ニデックアドバンスドモータ株式会社[27]
- ニデックインスツルメンツ株式会社[27]
- ニデックエレシス株式会社[27]
- ニデックオーケーケー株式会社[27]
- ニデックグローバルサービス株式会社[27]
- ニデックコンポーネンツ株式会社[27]
- ニデックテクノモータ株式会社[27]
- ニデックドライブテクノロジー株式会社[27]
- ニデックパワートレインシステムズ株式会社[27]
- ニデックプレシジョン株式会社[27]
- ニデックマシナリー株式会社[27]
- ニデックマシンツール株式会社[27]
- ニデックモビリティ株式会社[27]
- 株式会社TAKISAWA[20]
- ニデックSVプローブ株式会社

### 日本国外
- Nidec ASI S.p.A.（ニデックASI（英語版））[27]
- Nidec Electronic Motor Serbia d.o.o. Novi Sad（ニデックエレクトリックモータ・セルビア）[27]
- Nidec Global Appliance Compressores e Soluções em Refrigeração Ltda.（ニデックグローバル・アプライアンス・コンプレッサー・ブラジル）[27]
- Nidec Global Appliance Europe SRL（ニデックグローバルアプライアンスヨーロッパ）[27]
- 超眾科技股份有限公司（ニデックCCI）[27]
- Nidec GPM GmbH（ニデックGPM）[27]
- Nidec Motor Corporation（ニデックモータ）[27]
- Nidec Motors & Actuators （Germany）GmbH（ニデックモーターズ アンド アクチュエーターズドイツ）[27]
- Nidec Leroy-Somer Holding（ニデックルロア・ソマーホールディング社（英語版））[27]
- 日本電産凱宇汽車電器（江蘇）有限公司
- Nidec Control Techniques Limited（ニデックコントロール・テクニクス社）
- Nidec Component Technology Co., LTD.（ニデックコンポーネントテクノロジー）
- Nidec Automotive Motor Americas, LLC（日本電産自動車モータ・アメリカ）
- NIDEC SV PROBE PTE. LTD.（ニデックSVプローブ・シンガポール）

## 沿革
- 1973年（昭和48年）
  - 7月23日 - 京都市西京区において日本電産株式会社として設立（資本金2000万円）。
  - 8月 - 精密小型ACモーターの製造・販売を開始する。
- 1974年（昭和49年）
  - 10月 - アメリカ合衆国に事業拠点を設置。
  - 11月 - 京都市中京区大宮に本社事務所を移転。
- 1975年（昭和50年）
  - 2月 - 京都府亀岡市に亀岡工場を新設（1993年12月閉鎖）。
  - 4月 - ブラシレスDCモーターの本格生産を開始。
- 1976年（昭和51年）4月 - アメリカ現地法人、米国日本電産（株）（現・ニデックアメリカ）を設立。
- 1978年（昭和53年）
  - 9月 - 8インチフロッピーディスクドライブ用精密小型ACモーターの生産を開始。
  - 11月 - 米国のファンメーカー・トリン社と日本電産トリン（株）を設立。
- 1979年（昭和54年）10月 - 8インチ型ハードディスク用スピンドルモータの生産を開始。
- 1982年（昭和57年）
  - 1月 - OA機器用精密小型ACモーターの生産を開始。
  - 6月 - 京都府中郡峰山町（現・京丹後市）に峰山工場を新設（2005年8月閉鎖[28]）。
  - 10月 - 軸流型ブラシレスDCファンの本格的生産を開始。
- 1983年（昭和58年）11月 - 本社事務所を京都市中京区烏丸御池に移転。
- 1984年（昭和59年）
  - 2月 - アメリカのトリン社の軸受ファン部門を買収。本格的なM&Aを初めて行う。
  - 2月 - 3.5インチ型ハードディスク用スピンドルモータの生産を開始。
  - 11月 - 滋賀県愛知郡愛知川町（現・愛荘町）に滋賀工場（現・滋賀技術開発センター）を新設。
- 1986年（昭和61年）12月 - プラスチック型低コストファンの生産を開始。
- 1988年（昭和63年）11月 - 大阪証券取引所第2部、京都証券取引所に株式を上場。
- 1989年（昭和64年・平成元年）
  - 1月 - デーシーパックを買収し、茨城日本電産（株）として電源装置分野へ進出。
  - 3月 - シンガポールに現地法人シンガポール日本電産（株）（現・ニデックシンガポール）を設立。
  - 3月 - 信濃特機を買収。
- 1990年（平成2年）8月 - タイ王国に現地法人タイ日本電産（株）（現・ニデックエレクトロニクスタイランド）を設立。
- 1992年（平成4年）
  - 2月 - 中華人民共和国に現地法人日本電産（大連）有限公司（現・ニデックモータ（大連）有限公司）を設立。
  - 10月 - 台湾日電産股份有限公司（現・ニデック台湾股份有限公司）を設立。
  - 中央研究所を開設。
- 1993年（平成5年）
  - 4月 - ドイツに現地法人欧州日本電産（現・ニデックモーターズアンドアクチュエーターズドイツ）を設立。
  - 9月 - 本社事務所を京都市右京区西京極の自社ビルに移転。
  - 10月 - 真坂電子を買収。茨城日本電産と真坂電子を合併し、新たに日本電産パワーゼネラル（株）を発足。
- 1995年（平成7年）
  - 2月 - 共立マシナリ（後の日本電産マシナリー、現・ニデックマシナリー）とシンポ工業（後の日本電産シンポ、現・ニデックドライブテクノロジー）へ資本参加。
  - 12月 - フィリピンに現地法人フィリピン日本電産（株）（現・ニデックフィリピン）を設立。
- 1997年（平成9年）
  - 3月 - トーソク（後の日本電産トーソク、現・ニデックパワートレインシステムズ）に資本参加。
  - 4月 - リードエレクトロニクス（後の日本電産リード、現・ニデックアドバンステクノロジー）に資本参加。
- 1998年（平成10年）
  - 2月 - コパル（後の日本電産コパル、現・ニデックプレシジョン）ならびにコパル電子（後の日本電産コパル電子、現・ニデックコンポーネンツ）に資本参加。コーンアートキルンINC、ピー・エス・テー買収。
  - 9月 - 大阪証券取引所第1部に指定替え、同時に東京証券取引所第1部に上場。
  - 10月 - 日本電産、芝浦製作所（現・芝浦メカトロニクス）、東芝の3社合弁で芝浦電産（後の日本電産シバウラ、現・ニデックテクノモータ）を設立。
- 1999年（平成11年）
  - 3月 - 日本電産総合サービス（現・ニデックグローバルサービス）を設立。
- 2001年（平成13年）
  - 4月 - 芝浦電産を日本電産シバウラと社名変更。
  - 9月 - ニューヨーク証券取引所に上場。
- 2003年（平成15年）
  - 5月 - 本社事務所を京都市南区の現在地に移転し、中央開発技術研究所を開設。
  - 10月 - 三協精機製作所（後の日本電産サンキョー、現・ニデックインスツルメンツ）に資本参加。
- 2006年（平成18年）
  - 10月 - ヴァレオ（フランス）から車載モータ事業を買収。日本電産モーターズ アンド アクチュエーターズ（現・ニデックモーターズアンドアクチュエーターズ）を設立。
  - 11月 - ブリリアント・マニュファクチャリング（シンガポール）（現・ニデックコンポーネントテクノロジー）およびフジソクを買収。
- 2007年（平成19年）
  - 2月 - シンガポールのBrilliant Manufacturing Ltd.（現・ニデックコンポーネントテクノロジー）を買収
  - 4月 - 日本サーボ（後の日本電産サーボ、現・ニデックアドバンスドモータ）に資本参加。
- 2008年（平成20年）
  - 6月 - 執行役員制度を導入
- 2009年（平成21年）
  - 1月 - 不況に対抗し雇用を維持するため、日本電産コパル電子を除く国内一般社員を2月から最大5パーセントの減給、既に30パーセント削減していた役員報酬も50パーセント削減に増額とする事を発表。
  - 9月 - 日本電産シバウラと日本電産パワーモータを傘下にする日本電産テクノモーターホールディングス（後の日本電産テクノモータ、現・ニデックテクノモータ）を設立。
- 2010年（平成22年）
  - 9月 - 持株会社の日本電産モータホールディングスを設立。
  - 10月 - 日本電産サーボを完全子会社化。
- 2012年（平成24年）
  - 4月 - 日本電産テクノモーターホールディングスが日本電産テクノモータに商号変更。
  - 9月 - 米国持株会社・Nidec US Holdings Corporation を設立。
  - 10月 - 日本電産サンキョーを完全子会社化。
- 2013年（平成25年）10月 - 日本電産コパル・日本電産トーソクを完全子会社化。
- 2014年（平成26年）
  - 10月 - 日本電産コパル電子・日本電産リードを完全子会社化。
- 2016年（平成28年）5月 - ニューヨーク証券取引所を上場廃止。
- 2018年（平成30年）2月 - 京都府相楽郡精華町に生産技術研究所（現・ニデックけいはんなテクノロジーセンター）を設立
- 2023年（令和5年）
  - 4月1日 - 創立50周年を機に、商号を「ニデック株式会社」に変更。合わせて次期社長候補として副社長5人が就任[29]。
- 2024年（令和6年）
  - 3月19日 - 京阪ホテルズ&リゾーツとの間で京都タワーのネーミングライツ契約を締結。同年4月から2029年3月末までの5年間、同タワーの名称が「ニデック京都タワー」となる[30][31][32]。
  - 4月1日 - 岸田光哉副社長が代表取締役社長執行役員CEOに、永守は引き続き代表権を持つグローバルグループ代表（新設）に就任[33][34]。

## 製品
ニデックの主力製品は電動機（モーター）であり、特に精密小型モーターや中型モーターに強みがある。精密小型モーターはハードディスクドライブ (HDD) などに使用され、中型モーターは自動車や家庭用電気機械器具に搭載されている。インテルのリテールCPUに付属するCPUクーラーには、同社のOEM製品もある。

## 人物

### 代表取締役
| 役職名                                 | 氏名     | 備考                             |
| -------------------------------------- | -------- | -------------------------------- |
| 代表取締役グローバルグループ代表       | 永守重信 | 創業者（取締役会議長）           |
| 代表取締役社長執行役員兼最高経営責任者 | 岸田光哉 | ソニー（現・ソニーグループ）出身 |

## 重労働・パワーハラスメント問題
ニデック創業者で代表取締役グローバルグループ代表の永守重信は創業時の努力経験からハードワークを提唱しているが、それに対して労働基準法違反やパワーハラスメント疑惑に関する警鐘が外部より鳴らされている。なお、本節では事象発生時の社名にて記載するものとする。
長時間労働や無理難題な業務を押し付けられたり、意味なく詰られるなどパワーハラスメントを受け、うつ病で精神神経科に通院したとされる元社員 Aによる訴訟が発生している。日本電産は2012年（平成24年）10月末をもってAとの雇用契約を打ち切り、雇止めとしたとされている。Aは職場の改善を求め、JMIU（全日本金属情報機器労働組合）京滋地方本部に相談し、労働組合に加入して団体交渉をし、京都職対連の支援を受け、うつ病について労災申請も行ったが、会社は団体交渉でも態度を変えず、パワハラについても認めず、雇止めを強行したという。2013年（平成24年）2月にAのうつ病について業務上の物であるとの労災認定が下され、2014年（平成25年）3月に和解が成立している。
日本電産は2020年（令和2年）までに残業ゼロを実現すると2016年（平成28年）10月に宣言している。この背景には、買収した海外企業が残業せず、一カ月の長期休暇を取得しても、好業績を挙げていることがある。今後は残業代として支払っていた賃金を、半分は賞与に乗せ、半分は社員の教育投資として還元するとしている。
朝日新聞は日本電産の2008年（平成20年）3月期決算発表に関する記事において、永守が「休みたいならやめればいい」との持論を展開した、と報じた。この報道によれば、永守が「社員全員が休日返上で働く企業だから成長できるし給料も上がる。たっぷり休んで、結果的に会社が傾いて人員整理するのでは意味がない」と述べ、同社の成長の原動力が従業員の「ハードワーク」にあると説明したとされる。この発言に対し、同年のメーデー中央大会で日本労働組合総連合会会長の高木剛は労働基準法の趣旨に反すると批判した。来賓として出席した厚生労働大臣の舛添要一も、調査のうえで違反があれば厳正に処分することを約束した。しかし日本電産は4月28日、この社長発言について「そのような事実はなく、誠に遺憾に思っております」としたうえで、記者会見での社長発言の趣旨は、雇用安定確保を最重要視し、企業再建でも同方針で実績を上げてきた同社の経営理念を述べたものであると反論する。なお、日本電産による抗議文書は、当初は「朝日新聞の記事（2008年4月24日朝刊）について」であったが、その後上記文書の表題を「一部報道について」に変更した。同年に日本電産が東洋電機製造の買収に失敗したが、その際に日本電産の労務に対する懸念から東洋電機製造労働組合が買収に対して反対を表明している。
永守は自書にて重労働について語っており、創業から参加した1人は風邪で40度近い熱があろうが、午前3時・4時まで残業をしようが定刻までに出勤し、事故で足を骨折した時も松葉杖を突いて出勤したという。
永守は自書にて「学生時代に最も憧れていたのはアウトローを牛耳るヤクザの親分」と語っており、暴言とも取れるようなこき下ろしが功を奏する場合もあると語っている。幹部の書類・図面の出来が悪かった時に本人と皆が見ている前で破り捨て「部屋が汚れたので綺麗にしておいてくれ」と言って部屋を出て行ったことがあったという。社員にも事ある毎に怒鳴り、叱りつけてきたといい、中途半端にやらずに相手を震え上がらせ、もうこれ以上怒鳴ったり叱ったりすると夜道で後ろからナイフで刺されるのではないかという極限までやったという。京都駅構内で大声で怒鳴ったり、取引先に連れていって叱ったこともあり、机を思い切り叩くのは日常茶飯事で、花瓶を床に叩きつけて割ったり、近くにある物を蹴飛ばして壊していたという。

## CMキャラクター
- 川口春奈（2023年〈令和5年〉4月1日 - ）[50]